# Christoph Schönborn
Christoph Schönborn OP, właśc. Christoph Maria Michael Hugo Damian Peter Adalbert Graf von Schönborn (ur. 22 stycznia 1945 w pałacu Skalka koło gminy Vlastislav) – austriacki duchowny rzymskokatolicki, dominikanin, doktor nauk teologicznych, biskup pomocniczy wiedeński w latach 1991–1995, arcybiskup koadiutor wiedeński w 1995, arcybiskup metropolita wiedeński w latach 1995–2025, ordynariusz wiernych obrządku wschodniego w Austrii od 1995, przewodniczący Konferencji Episkopatu Austrii w latach 1998–2020, kardynał prezbiter od 1998, od 2025 arcybiskup senior archidiecezji wiedeńskiej.

## Życiorys
Urodzony na terenie Czechosłowacji u schyłku II wojny światowej, wraz z rodziną osiadł w Austrii we wrześniu 1945. Pochodził z austriackiej rodziny szlacheckiej, która osiedliła się na terenie Czech. Rodzina ta była również w posiadaniu tytułu hrabiowskiego. W 1963 wstąpił do zakonu dominikanów. Studiował w zakonnych domach studiów w Walberbergu i Bonn, święcenia kapłańskie otrzymał z rąk kardynała Franza Königa 27 grudnia 1970. Kontynuował naukę na uczelniach we Francji; w Le Saulchoir w Paryżu obronił doktorat z teologii, ponadto kształcił się na Sorbonie i w paryskim Instytucie Katolickim. W latach 1973–1975 był kapelanem studentów w Grazu. Wykładał na uniwersytecie w szwajcarskim Fryburgu oraz w Szkole Filozoficznej Opactwa Cystersów w Heiligenkreuz koło Wiednia. Od 1980 był członkiem Międzynarodowej Komisji Teologicznej, a od 1987 sekretarzem komisji ds. publikacji nowego katechizmu Kościoła katolickiego przy watykańskiej Kongregacji Doktryny Wiary. Tematyce katechizmu poświęcił liczne publikacje naukowe, w tym książki.
11 lipca 1991 papież Jan Paweł II prekonizował go biskupem pomocniczym archidiecezji wiedeńskiej, z biskupią stolicą tytularną Sutri; sakry biskupiej udzielił mu 29 września 1991 arcybiskup Wiednia kardynał Hans Hermann Groër. W kwietniu 1995 został promowany na arcybiskupa koadiutora Wiednia, a po ustąpieniu Groëra (w atmosferze skandalu) został nowym zwierzchnikiem archidiecezji wiedeńskiej we wrześniu 1995. 21 lutego 1998 papież Jan Paweł II wyniósł go do godności kardynalskiej, nadając tytuł prezbitera Gesu Divin Lavoratore. W październiku 2019 złożył rezygnację ze sprawowanego urzędu w związku z osiągnięciem w styczniu 2020 wieku emerytalnego, jednakże Franciszek zlecił mu dalsze sprawowanie urzędu arcybiskupa Wiednia. Rezygnacja została przyjęta przez papieża Franciszka 22 stycznia 2025, jednocześnie mianując administratorem apostolskim sede vacante archidiecezji wiedeńskiej ks. Josefa Grünwidla oraz w związku z ukończeniem 80 lat utracił prawo do udziału w konklawe.
Od 1995 kardynał Schönborn pełni także funkcję ordynariusza dla wiernych obrządku bizantyjskiego zamieszkałych w Austrii. W latach 1998–2020 był przewodniczącym Konferencji Episkopatu Austrii.
Brał udział w sesjach Światowego Synodu Biskupów w Watykanie, w 2003 udzielił sakry biskupiej szwajcarskiemu kardynałowi nominatowi Cottierowi. Był wymieniany wśród papabile, faworytów do następstwa po zmarłym w kwietniu 2005 papieżu Janie Pawle II. Uczestniczył w konklawe w latach 2005 i 2013. Wraz z pojawieniem się w sierpniu 2021 spekulacji na temat rychłej abdykacji papieża Franciszka powtórnie wymieniano go wśród papabile.
W marcu 2008 stwierdził, że po ukazaniu się w 1968 encykliki "Humanae vitae" biskupi austriaccy i niemieccy nie mieli odwagi bronić jej z obawy przed niezrozumieniem przez naszych wiernych, w odróżnieniu od Kościoła w Krakowie, który pod przewodnictwem kard. Karola Wojtyły stanął w obronie życia. Stwierdził również, że rodziny Drogi Neokatechumenalnej dają nam w Europie świadectwo, że Paweł VI miał rację, że życie jest wielkim darem Boga i że „tak” dla życia jest warunkiem rzeczywistego życia, jest niezbędnym warunkiem dla żywej Europy.
Gdy w marcu 2021 Kongregacja Nauki Wiary opublikowała dokument na temat niemożności błogosławienia związków homoseksualnych, publicznie skrytykował stanowisko Watykanu.

## Odznaczenia i wyróżnienia
- 2006 – austriacki Krzyż Wielki Odznaki Honorowej za Zasługi dla Republiki[10]
- 2005 – rumuński Krzyż Wielki Orderu Wiernej Służby[11]
- 2012 – węgierski Krzyż Wielki Orderu Zasługi[12]
- 2018 – Europejska Nagroda Karola Ziomkostwa Sudeckoniemieckiego[13]

W 1999 nadano mu tytuł doktora honoris causa Uniwersytetu Karola w Pradze.

## Publikacje
- Miłosierdzie. Niemożliwe staje się możliwe, Poznań 2010, Wydawnictwo W drodze, ISBN 978-83-7033-748-3
- Bóg zesłał Syna swego. Chrystologia. Michael Konrad i Hubert Philipp Weber (współpraca); Lucjan Balter SAC (przekład i opracowanie). Poznań: Pallotinum, 2002, seria: AMATECA podręczniki teologii katolickiej t.7. ISBN 83-7014-447-0. Brak numerów stron w książce